# Généralisation abusive
La généralisation abusive, aussi appelée généralisation hâtive, est une forme de sophisme qui consiste à tirer une conclusion générale à partir d’une expérience isolée ou d’un échantillon trop limité pour être significatif ou pertinent (inférence conjecturale), plutôt que d'utiliser un argument solide, ou une preuve convaincante, ou un échantillon vraiment représentatif rationnellement constitué, ou encore une expérimentation reproductible, afin d'appuyer un propos qui n'est pas — ou pas toujours — vrai, sauf par accident ou par hasard. 
Cependant, il faut se garder de penser que lorsqu'on tire une conclusion générale à partir d'un échantillon, on est toujours dans l'erreur (volontaire ou non). En effet, si on se fonde sur des statistiques réelles qui démontrent que le propos en question est valide dans le cadre défini par le bornage, la délimitation et le choix rationnellement justifié de l'échantillon en question, il est très probable que le propos le soit vraiment, et que sa validité puisse être étendue à un cadre plus large. 
Ceci est d'ailleurs l'objet et le postulat des sciences quantitatives, statistiques et probabilistes, et des vérités relatives auxquelles elles parviennent. Ce postulat est même à la base du raisonnement inductif qui consiste à induire une loi générale à partir de l'observation de faits particuliers. Induction qui, avec son inverse : la déduction (inférant une conclusion particulière et illustrative à partir d'une affirmation générale), constitue un des dualismes structurant l'histoire de la philosophie, et qui caractérise l'une des directions de la méthode scientifique dans sa démarche expérimentale. Cette utilisation des statistiques fait d'ailleurs l'objet d'un enseignement universitaire dans un domaine appelé généralement : méthodes quantitatives. Normand Baillargeon en parle d'ailleurs dans son livre intitulé Petit cours d'autodéfense intellectuelle.
Mais la généralisation est considérée comme abusive lorsque l'induction est "forcée", c'est-à-dire lorsqu'elle est obtenue par le rapprochement artificiel, fallacieux ou illusoire de faits, d'exceptions ou de données sans parenté réelle. Ou bien par l'extension indue de la validité de leur interprétation à un cadre plus large ou à un domaine où elle ne saurait avoir cours. Ceci peut se produire soit involontairement : par méconnaissance du sujet, par erreur d'interprétation ou par paresse intellectuelle (et c'est alors qu'on peut parler de généralisation hâtive) ; soit volontairement : par un raisonnement de mauvaise foi au sein d'une controverse scientifique ou intellectuelle, ou dans un but de manipulation mentale, politique ou publicitaire.
Cette question de la généralisation abusive, et de la relativité des vérités statistiques, est par exemple au cœur des polémiques récurrentes qui entourent les sondages d'opinion et leur fiabilité, ainsi que le concept comme les critères d'élaboration de ce qu'on appelle un « échantillon représentatif », ou encore les différentes méthodes de « correction des résultats bruts des enquêtes » pour limiter les effets de halo, les différentes distorsions et biais statistiques ou cognitifs qui faussent l'expression comme l'interprétation des résultats.

## Exemples de généralisation abusive
Notamment : "Les sophismes de généralisation" 

### Utilisation dans les controverses de santé publique
La généralisation hâtive est utilisée par toutes sortes de personnes afin de convaincre que leurs propos sont valides. Quand il s'agit de discussions privées et de controverses entre particuliers, les conséquences en sont limitées. Il n'en va pas de même dans le cas des activités de lobbying des grandes compagnies internationales, lorsque celles-ci utilisent la marge d'incertitude statistique et la généralisation abusive de résultats partiels pour "démontrer" l'innocuité de leurs produits.
Par exemple, les compagnies de tabac utilisaient ce type de sophisme pour expliquer que la consommation du tabac n'était pas la principale cause du cancer des poumons. En effet, si le tabac intervient à un niveau statistique élevé dans les causes du cancer primaire du poumon (la plupart des malades sont fumeurs), la statistique inverse (quel pourcentage de fumeurs développent un cancer?) semble moins alarmante. En mettant en exergue certains cas particuliers où les personnes ne souffraient d'aucune maladie, et ce même après avoir consommé une grande quantité de tabac, ces compagnies ont affirmé que fumer des cigarettes était relativement inoffensif. 
Plus récemment, les polémiques statistiques entourant les études de dangerosité et d'impact environnemental de l'herbicide glyphosate ou des pesticides néonicotinoïdes, commercialisés par les compagnies Monsanto, Syngenta, Bayer, ou Sumitomo, ont parfois aussi utilisé les mêmes arguments de généralisation abusive pour mettre en doute les statistiques qui leur étaient défavorables.
Le plus souvent ces argumentations par généralisation abusive relèvent de sophismes par manipulation statistique, volontaire (manipulation politique, propagande, publicité mensongère ou trafic d'influence) ou non volontaire : comme dans le cas du biais cognitif de « l'Oubli de la fréquence de base », aussi connu sous le nom de « négligence de la taille de l'échantillon », car pour évaluer la probabilité d'occurrence réelle d'un événement, celle-ci doit être rapportée à la totalité de l'échantillon et non au seul indice de pourcentage de risque ou de fiabilité du calcul (voir cet exemple développé dans l'article consacré à ce biais cognitif). Ou par exemple dans le cas des « faux positifs » médicaux expliqués par le théorème de Bayes (biais statistique, cette fois). Dans chaque cas les biais en question ont tendance à faire surestimer une probabilité au détriment des autres, ou à causer un surdiagnostic de précaution. [Voir aussi la section "Manipulation des probabilités" de l'article consacré au sophisme].

### Utilisation de bonne foi, ou erreur fondée de raisonnement
C'est par exemple le cas de Marie-Andrée Bertrand dans l'article La légalisation du cannabis, un débat qui ne date pas d’hier publié le mardi 16 octobre 2018 : « C’est comme la boisson après la prohibition, on finit par apprendre à se contrôler. On finit par apprendre qu’on aime ça ou qu'on n’aime pas ça ». 
Quelles que soient l'intention généreuse du propos et sa pertinence éventuelle concernant les lendemains historiques de la suppression de la prohibition de l'alcool aux États-Unis et au Canada, et ses effets sur l'alcoolisme, il semble qu'étendre cette unique expérience et cette analyse historique à la légalisation du cannabis et son innocuité éventuelle aujourd'hui, voire à des effets positifs espérés sur les pratiques addictives, relève de la généralisation abusive par analogie indue. En effet, ce raccourci ou cette généralisation semble ignorer la différence des contextes socio-historiques, et ne pas assez tenir compte de la complexité individuelle des mécanismes psychologiques de la dépendance, où le caractère légal ou illégal de la consommation de substances toxiques intervient peu. Et donc la réussite relative (en matière de santé publique et de contrôle de la criminalité) de la suppression de la prohibition de l'alcool dans les années 1930 ne signifie pas forcément que ces effets positifs se reproduiront avec la légalisation du cannabis. D'ailleurs, le débat sur la question est encore ouvert.
D'autres types d'erreurs de raisonnement relèvent de la généralisation abusive, le plus souvent involontaire : 
- Par exemple, celle que l'on pourrait appeler "l'oubli d'une variable contextuelle décisive", lequel entraine une invalidation inconsciente de la représentativité de l'échantillon choisi pour vérifier la règle générale énoncée. C'est le cas d'un raisonnement comme celui-ci : « Les barrières des passages à niveau sont toujours fermées : depuis mon compartiment de train, j'ai pu constater sur un échantillon de soixante-dix passages à niveau que "tous sans exception ont leurs barrières fermées" ». (La variable déterminante oubliée est bien sûr ici qu'au passage d'un train — et fort heureusement !  — toutes les barrières sans exception se ferment, mais qu'elles se rouvrent après son passage pour laisser passer les voitures à leur tour. On notera ici que la taille de l'échantillon, même multipliée à l'envi jusqu'à plusieurs centaines, n'améliorerait en rien la validité de la règle énoncée, et donc que la taille de l'échantillon n'est pas toujours un critère discriminant de représentativité et de validité.)

- Autre exemple, l'erreur de raisonnement qu'on pourrait appeler de "déduction hâtive" qui tend à faire passer (ou à prendre) l'exception pour la règle. Comme dans une argumentation du genre de celle-ci : « Tous les professeurs de français enseignent aussi le latin. D'ailleurs, le mien le fait. »